# 서울삼각산초등학교
서울삼각산초등학교(서울三角山初等學校)는 대한민국 서울특별시 강북구에 있는 공립 초등학교로, 2002년에 개교되었다.

## 연혁
- 2002년 3월 1일: 개교

## 참고 자료
- 서울삼각산초등학교 - 한국교육학술정보원 학교알리미